# بيك دو سان
بيك دو سان (باليابانية: 白頭山، بالروماجي: Peku Tō San)(هانغل: 백두산)، ظهر لأول مرة في تيكن 2 كالزعيم الثاني ضد مارشال لاو. وفقاً لسير القصة، قام بيك بالخطأ بقتل أبيه أثناء تدربه معه، مما جعله يدخل في شك حول مهاراته الخاصة. وكنتيجة لموت والده، أصبح بيك في حالة من الهياج، وقام بتدمير العديد من الدوجو. وكانت الدوجو التي يملكها مارشال لاو إحداها. ترك بيك حينها رسالة قائلاً أنه سيشارك في بطولة ملك القبضة الحديدية 2. تقابل الاثنان هناك وتواجها، وخسر بيك المنافسة.
تبعاً لقصة تيكن 3، كان من المفترض أن بيك مات بعد مواجهة أوغر، إله القتال الأزتيكي الخيالي. دخل أحد تلاميذه المقربين، هوارانغ بطولة ملك القبضة الحديدية 3 لأخذ الثأر من مقتل معلمه وإعادة منازلته مع جين كازاما، الذي كان المقاتل الوحيد الذي استطاع أن يتعادل معه.
تبعاً لقصة تيكن 5، مواجهة بيك لأوغر جعلته يغط في غيبوبة، ولم يكن ميتاً كما افتُرض في البداية. استيقظ بعد أكثر من سنة بعد الحادث، بعد أن شارك هوارانغ في بطولة ملك القبضة الحديدية الثالثة. بدأ بيك بعد ذلك تدريب التايكوندو في القواعد العسكرية. أُدخل هوارانغ إلى الجيش الكوري الجنوبي، لكنه هرب للمشاركة في بطولة ملك القبضة الحديدية 4. عندما تم اعتقاله من قبل شرطة جيش كوريا الجنوبية، أُعلِم هوارانغ بأن بيك لايزال حياً. بعد شهرين، أكمل هوارانغ خدمته، وطلب منه بيك دخول بطولة ملك القبضة الحديدية 5. دخل بيك البطولة أيضاً من أجل اختبار مهارات تلميذه.
دخل بيك البطولة مع تلميذه هوارانغ. لكن بيك انسحب من البطولة بعد معرفته بخسارة هوارانغ أمام ديفل جين، وكانت إصاباته بليغة. أسرع بيك عندها إلى المستشفى لزيارة هوارانغ. على الرغم من أن حالة هوارانغ لم تعتبر بأنها شيء خطير بعد علاجه، لكن هوارانغ لم يستيقظ، وبدأ بيك بلوم نفسه لكونه مدرباً غير كفؤ. تطلب الأمر من هوارانغ ثلاثة أيام لاستعادة وعيه. تناقشا التفاصيل، وأخبر هوارانغ بيك أنه ليس فقط يحتاج لاسترداد صحته، بل يحتاج لأن يقوي نفسه أكثر. شعر بيك بإرادته القوية وتواضعه الذي لم يسبق له مثيل، وقرر بالتالي عليه أن يعلمه بكل ما يعرفه. عاد بيك وهوارانغ إلى كوريا، وسعيا إلى التدريب بشكل مكثف. في النهاية، جاء الإعلان عن بطولة ملك القبضة الحديدية 6 من ميشيما زايباتسو، وقرر بيك دخول البطولة للمرة الأخيرة لتوسيع مجموعة خبراته الشخصية.
قد يكون اسمه مقتبساً من خلط بين اسم الجبل، بيكدو، وغوب تيول السادس «دوسان» في تايكوندو ITF. وأيضاً فإن جبل بيكدو يسمى أحياناً باسم «بيكدوسان». بسبب كون اسم هوارانغ مقتبساً من تيول، فمن المنطقي الوحيد أن يسمى بيك دو سان بالمثل، إلا أنه لم يتم تناول ذلك بالتفصيل من قبل المطورين.

## وصلات خارجية
- تيكن ويكي
- تيكنبيديا الإنجليزية